# Edguy
Edguy je njemački power metal sastav osnovan 1992. godine u Fuldi.

## Povijest
Skupinu su osnovali Tobias Sammet, Jens Ludwig, Dirk Sauer i Dominik Storch 1992. godine. Godine 1994. objavljuju dva demoalbuma Evil Minded i Children of Steel, te 1995. Savage Poetry koji su ponovo snimili 2000. kao The Savage Poetry. Godine 1997. diskografska kuća AFM Records objavjuje njihov prvi studijski album Kingdom of Madness. Od 2004. sastav je pod diskografskom kućom Nuclear Blast. Njihov zasada posljednji album, Space Police: Defenders of the Crown, objavljen je 2014. godine.

## Članovi
Trenutačna postava:
- Tobias Sammet – vokali (1992. – danas), bas-gitara (1992. – 1998.)
- Jens Ludwig – gitara (1992. – danas)
- Dirk Sauer – gitara (1992. – danas)
- Tobias Exxel – bas-gitara (1998. – danas)
- Felix Bohnke – bubnjevi (1998. – danas)

## Diskografija

### Studijski albumi
- Kingdom of Madness (1997.)
- Vain Glory Opera (1998.)
- Theater of Salvation (1999.)
- The Savage Poetry (2000.)
- Mandrake (2001.)
- Hellfire Club (2004.)
- Rocket Ride (2006.)
- Tinnitus Sanctus (2008.)
- Age of the Joker (2011.)
- Space Police: Defenders of the Crown (2014.)

### Koncertni albumi
- Burning Down the Opera (2003.)
- Fucking With Fire - Live (2009.)

### Demoalbumi
- Evil Minded (1994.)
- Children of Steel (1994.)
- Savage Poetry (1995.)

### EP-ovi
- King of Fools (2004.)
- Superheroes (2005.)

### DVD-ovi
- Superheroes (2005.)
- Fucking With Fire - Live (2009.)
- Monuments (2017.)

### Kompilacije
- Hall of Flames (2004.)
- The Singles (2008.)
- Monuments (2017.)

## Vanjske poveznice
- Službena web stranica